# British Academy Games Awards
Die British Academy Games Awards, auch BAFTA Games Awards, sind eine jährlich stattfindende, von der British Academy of Film and Television Arts (BAFTA) ausgerichtete Preisveranstaltung für Computerspiele.
Die British Academy Video Games Awards entstanden 2003, als die BAFTA die Aufsplittung der BAFTA Interactive Entertainment Awards beschloss, die bereits seit 1998 Computerspiele und andere multimediale Unterhaltungsformen prämierten.
Die ersten beiden Verleihungen fanden im Februar 2004 und März 2005 statt. 2006 wurde die Veranstaltung von der BAFTA als „eine der bedeutendsten zeitgenössischen Kunstformen“ zum dritten Arm neben dem Film- und TV-Preis aufgewertet und auf Oktober verlegt.
2008 fanden keine Preisverleihungen statt, da der Termin von Oktober wieder auf den März des folgenden Jahres verschoben wurde. Zuvor war die Jury 2007 gezwungen, noch nicht fertiggestellte Spiele zu testen, einer der Kandidaten kam schließlich auch nicht mehr im selben Jahr auf den Markt. Mit dem neuen Termin wurde das Veröffentlichungsfenster, in dem ein Spiel für eine Kandidatur erschienen sein muss, genauer eingeschränkt. Außerdem sollte die Verwechslung mit den im gleichen Zeitraum stattfindenden Golden Joystick Awards vermieden werden.
Bis 2012 hatte die Veranstaltung den Namen BAFTA Video Games Awards, 2013 wurde das „Video“ aus dem Namen entfernt und heißt seit dem BAFTA Games Awards.
Bis 2013 war die Veranstaltung nur für geladene Gäste, mit der zehnten Preisverleihung im Jahr 2014 wurde sie erstmals für die Öffentlichkeit geöffnet.

## Preisträger

### Verleihung 2003
Die erste Verleihung der British Academy Games Awards für das Jahr 2003 fand im Februar 2004 statt.
Spiel des Jahres
Call of Duty
Weitere Kategorien
- Action Game: Grand Theft Auto: Vice City
- Adventure Game: The Legend of Zelda: The Wind Waker
- Animation or Intro: Soulcalibur II (Jame Chung Edition)
- Children’s Game: EyeToy: Play
- Design: Grand Theft Auto: Vice City
- Game Boy Advance Game: Advance Wars 2: Black Hole Rising
- Gamecube: Metroid Prime
- Mobile Game: Tony Hawk's Pro Skater
- Multiplayer: Battlefield 1942
- Original Music: Harry Potter und die Kammer des Schreckens
- PC: Grand Theft Auto: Vice City
- PS2: Grand Theft Auto: Vice City
- Racing: Project Gotham Racing 2
- Sound: Grand Theft Auto: Vice City
- Sports: FIFA Football 2004
- Strategy: Advance Wars 2: Black Hole Rising
- Sunday Times Reader Award for Games: Grand Theft Auto: Vice City
- Technical Achievement: EyeToy: Play
- Xbox: Star Wars: Knights of the Old Republic
- Special Award (Games): Chris Deering

### Verleihung 2004
Die zweite Ausgabe der Veranstaltung des Jahres 2004 fand am 1. März 2005 in London statt.
Spiel des Jahres
Half-Life 2
Weitere Kategorien
- Action Game: Half-Life 2
- Animation: Half-Life 2
- Art Direction: Half-Life 2
- Audio Achievement: Call of Duty: Finest Hour
- Children’s: Donkey Konga
- Gamecube: Prince of Persia: Warrior Within
- Handheld: Colin McRae Rally 2005
- Mobile: BlueTooth BiPlanes
- Online Multiplayer: Half-Life 2
- Original Music: Hitman: Contracts
- Originality: SingStar/Singstar Party
- PC: Half-Life 2
- PS2: Burnout 3: Takedown
- Racing: Burnout 3: Takedown
- Sports: Pro Evolution Soccer 4
- Sunday Times Reader Award for Games: Football Manager 2005
- Technical Direction: Burnout 3: Takedown
- Xbox: Halo 2
- Special Award (Games): Sam Houser & Leslie Benzies

### Verleihung 2006
Die dritte Auflage der Veranstaltung wurde am 5. Oktober 2006 im The Roundhouse, London durchgeführt, moderiert von Vernon Kay.
Spiel des Jahres
Tom Clancy’s Ghost Recon: Advanced Warfighter
Weitere Kategorien
- Action and Adventure: Shadow of the Colossus
- Artistic Achievement: Shadow of the Colossus
- Audio Achievement: Electroplankton
- Casual and Social: Buzz!: The Big Quiz
- Character: LocoRoco (LocoRoco)
- Children’s: LocoRoco
- Gameplay: Lego Star Wars 2: The Original Trilogy
- Gamers’ Award: 24: The Mobile Game
- Innovation: Dr. Kawashimas Gehirn-Jogging
- Multiplayer: Dungeons & Dragons Online: Stormreach
- Original Score: Tomb Raider: Legend
- Screenplay: Psychonauts
- Simulation: The Movies
- Soundtrack: Guitar Hero
- Sports: Fight Night Round 3
- Strategy: Rise and Fall: Civilizations at War
- Technical Achievement: Tom Clancy's Ghost Recon: Advanced Warfighter

### Verleihung 2007
Die vierte Veranstaltung war am 23. Oktober 2007 im Battersea Evolution, London, moderiert von Vic Reeves. Die Veranstaltung war eingebettet in das London Games Festival und fand drei Tage vor den Golden Joystick Awards statt.
Spiel des Jahres
BioShock
Weitere Kategorien
- Action and Adventure: Crackdown
- Artistic Achievement: Ōkami
- Casual: Wii Sports
- Gameplay: Wii Sports
- Innovation: Wii Sports
- Multiplayer: Wii Sports
- Original Score: Ōkami
- Sports: Wii Sports
- Story and Character: God of War II
- Strategy and Simulation: Wii Sports
- Technical Achievement: God of War II
- Use of Audio: Crackdown
- BAFTA One’s to Watch Award: Ragnarawk
- The PC World Gamers Award (Publikumspreis): Football Manager 2007
- Academy Fellowship: Will Wright

### Verleihung 2009
Veranstaltung am 10. März 2009 im Park Lane Hilton Hotel, London, moderiert von Dara Ó Briain.
Spiel des Jahres
Super Mario Galaxy
Weitere Kategorien
- Action and Adventure: Fable II
- Artistic Achievement: LittleBigPlanet
- Casual: Boom Blox
- Gameplay: Call of Duty 4: Modern Warfare
- Handheld: Professor Layton und das geheimnisvolle Dorf
- Multiplayer: Left 4 Dead
- Original Score: Dead Space
- Sports: Race Driver: GRID
- Strategy: Civilization Revolution
- Story and Character: Call of Duty 4: Modern Warfare
- Technical Achievement: Spore
- Use of Audio: Dead Space
- BAFTA One’s to Watch Award: Boro-Toro
- GAME Award of 2008: Call of Duty 4: Modern Warfare
- Academy Fellowship: Nolan Bushnell

### Verleihung 2010
Veranstaltung am 19. März 2010 im Park Lane Hilton Hotel, London, moderiert von Dara Ó Briain.
Spiel des Jahres
Batman: Arkham Asylum
Weitere Kategorien
- Action: Uncharted 2: Among Thieves
- Artistic Achievement: Flower
- Family & Social: Wii Sports Resort
- Gameplay: Batman: Arkham Asylum
- Handheld: LittleBigPlanet
- Multiplayer: Left 4 Dead 2
- Original Score: Uncharted 2: Among Thieves
- Sports: FIFA 10
- Story: Uncharted 2: Among Thieves
- Strategy: Empire: Total War
- Use of Audio: Uncharted 2: Among Thieves
- Use of Online: FIFA 10
- BAFTA One’s to Watch Award: Shrunk!
- GAME Award of 2009: Call of Duty: Modern Warfare 2
- Academy Fellowship: Shigeru Miyamoto

### Verleihung 2011
Veranstaltung am 16. März 2011 im Park Lane Hilton Hotel, London, moderiert von Dara Ó Briain.
Spiel des Jahres
Mass Effect 2
Weitere Kategorien
- Action: Assassin’s Creed: Brotherhood
- Artistic Achievement: God of War III
- Family: Kinect Sports
- Gameplay: Super Mario Galaxy 2
- Handheld: Cut the Rope
- Multiplayer: Need for Speed: Hot Pursuit
- Original Music: Heavy Rain
- Social Network Game: My Empire
- Sports: F1 2010
- Story: Heavy Rain
- Strategy: Civilization V
- Technical Innovation: Heavy Rain
- Use of Audio: Battlefield: Bad Company 2
- BAFTA Ones to Watch Award: Twang!
- GAME Award of 2010: Call of Duty: Black Ops
- Academy Fellowship: Peter Molyneux

### Verleihung 2012
Veranstaltung am 16. März 2012 im Park Lane Hilton Hotel, London, moderiert von Dara Ó Briain.
Spiel des Jahres
Portal 2
Weitere Kategorien
- Action: Batman: Arkham City
- Artistic Achievement: Rayman Origins
- Audio Achievement: Battlefield 3
- Debut Game: Insanely Twisted Shadow Planet
- Design: Portal 2
- Family: LittleBigPlanet 2
- Game Innovation: LittleBigPlanet 2
- Mobile & Handheld: Peggle HD
- Online-Browser: Monstermind
- Online Multiplayer: Battlefield 3
- Original Music: L.A. Noire
- Performer: Mark Hamill (als Joker, Batman: Arkham City)
- Sports/Fitness: Kinect Sports: Season Two
- Story: Portal 2
- Strategy: Total War: Shogun 2
- BAFTA Ones to Watch Award: Tick Tock Toys
- Game Award of 2011: Battlefield 3
- Special: Markus Persson

### Verleihung 2013
Die Veranstaltung fand am 5. März 2013 im Park Lane Hilton Hotel, London statt und wurde moderiert von Dara Ó Briain. Die Nominierungen wurden am 12. Februar zuvor bekanntgegeben.
Spiel des Jahres
Dishonored: Die Maske des Zorns
Weitere Kategorien
- Action: Far Cry 3
- Artistic Achievement: Journey
- Audio Achievement: Journey
- British Game: The Room
- Debut Game: The Unfinished Swan
- Family: Lego Batman 2: DC Super Heroes
- Design: Journey
- Game Innovation: The Unfinished Swan
- Mobile & Handheld: The Walking Dead
- Online-Browser: SongPop
- Online Multiplayer: Journey
- Original Music: Journey
- Performer: Danny Wallace (als Erzähler, Thomas Was Alone)
- Sports/Fitness: New Star Soccer
- Story: The Walking Dead
- Strategy: XCOM: Enemy Unknown
- BAFTA Ones to Watch Award: Starcrossed
- Academy Fellowship: Gabe Newell

### Verleihung 2014
Veranstaltung am 12. März 2014 im Tobacco Dock, London, moderiert von Dara Ó Briain.
Spiel des Jahres
The Last of Us
Weitere Kategorien
- Action & Adventure: The Last of Us
- Artistic Achievement: Tearaway
- Audio Achievement: The Last of Us
- British Game: Grand Theft Auto V
- Debut Game: Gone Home
- Family: Tearaway
- Game Design: Grand Theft Auto V
- Game Innovation: Brothers: A Tale of Two Sons
- Mobile & Handheld: Tearaway
- Online Multiplayer: Grand Theft Auto V
- Original Music: BioShock Infinite
- Performer: Ashley Johnson (als Ellie, The Last of Us)
- Sports FIFA 14
- Story: The Last of Us
- Strategy & Simulation: Papers, Please
- BAFTA Ones to Watch Award: Size Does Matter
- Academy Fellowship: Rockstar Games

### Verleihung 2015
Veranstaltung am 12. März 2015 im Tobacco Dock, London, moderiert von Rufus Hound.
Spiel des Jahres:
- Destiny

Weitere Kategorien
- Artistic Achievement: Lumino City
- Audio Achievement: Alien: Isolation
- British Game: Monument Valley
- Debut Game: Never Alone
- Family: Minecraft: Console Editions
- Game Design: Mittelerde: Mordors Schatten
- Game Innovation: The Vanishing of Ethan Carter
- Mobile & Handheld: Monument Valley
- Multiplayer: Hearthstone: Heroes of Warcraft
- Music: Far Cry 4
- Original Property: Valiant Hearts
- Performer: Ashley Johnson (als Ellie in The Last of Us: Left Behind)
- Persistent Game: League of Legends
- Sport: OlliOlli
- Story: The Last of Us: Left Behind
- BAFTA Ones to Watch Award: Chambara
- Academy Fellowship: David Braben

### Verleihung 2016
Veranstaltung am 7. April 2016 im Tobacco Dock, London, moderiert von Dara Ó Briain.
Spiel des Jahres:
- Fallout 4

Weitere Kategorien
- Artistic Achievement: Ori and the Blind Forest
- Audio Achievement: Everybody’s Gone to the Rapture
- British Game: Batman: Arkham Knight
- Debut Game: Her Story
- Family: Rocket League
- Game Design: Bloodborne
- Game Innovation: Her Story
- Mobile & Handheld: Her Story
- Multiplayer: Rocket League
- Music: Everybody’s Gone to the Rapture
- Original Property: Until Dawn
- Performer: Merle Dandridge (als Kate Collins, Everybody’s Gone to the Rapture)
- Persistent Game: Prison Architect
- Sports: Rocket League
- Story: Life Is Strange
- BAFTA Ones to Watch Award: Sundown
- Academy Fellowship: John Carmack
- AMD eSports Audience Award: Smite

### Verleihung 2017
Veranstaltung am 6. April 2017 im Tobacco Dock, London, moderiert von Danny Wallace.
Spiel des Jahres:
- Uncharted 4: A Thief’s End

Weitere Kategorien
- Artistic Achievement: Inside
- Audio Achievement: The Last Guardian
- British Game: Overcooked
- Debut Game: Firewatch
- Evolving Game: Rocket League
- Family: Overcooked
- Game Design: Inside
- Game Innovation: That Dragon, Cancer
- Mobile: Pokémon Go
- Multiplayer: Overwatch
- Music: Virginia
- Narrative: Inside
- Original Property: Inside
- Performer: Cissy Jones (als Delilah, Firewatch)
- BAFTA Special Award: Brenda Romero
- BAFTA Ones to Watch Award: Among the Stones
- AMD eSports Audience Award: Clash Royale

### Verleihung 2018
Veranstaltung am 12. April 2018 im Troxy, London, moderiert von Dara Ó Briain.
Spiel des Jahres:
- What Remains of Edith Finch

Weitere Kategorien
- Artistic Achievement: Hellblade: Senua’s Sacrifice
- Audio Achievement: Hellblade: Senua’s Sacrifice
- British Game: Hellblade: Senua’s Sacrifice
- Debut Game: Gorogoa
- Evolving Game: Overwatch
- Family: Super Mario Odyssey
- Game Beyond Entertainment: Hellblade: Senua’s Sacrifice
- Game Design: Super Mario Odyssey
- Game Innovation: The Legend of Zelda: Breath of the Wild
- Mobile: Golf Clash
- Multiplayer: Divinity: Original Sin 2
- Music: Cuphead
- Narrative: Night in the Woods
- Original Property: Horizon Zero Dawn
- Performer: Melina Juergens (als Senua, Hellblade: Senua’s Sacrifice)

### Verleihung 2019
Veranstaltung am 4. April 2019 in der Queen Elizabeth Hall, London, moderiert von Dara Ó Briain.
Spiel des Jahres:
- God of War

Weitere Kategorien
- Artistic Achievement: Return of the Obra Dinn
- Audio Achievement: God of War (2018)
- British Game: Forza Horizon 4
- Debut Game: Yoku’s Island Express
- Evolving Game: Fortnite
- Family: Nintendo Labo
- Game Beyond Entertainment: My Child: Lebensborn
- Game Design: Return of the Obra Dinn
- Game Innovation: Nintendo Labo
- Mobile: Florence
- Multiplayer: A Way Out
- Music: God of War (2018)
- Narrative: God of War (2018)
- Original Property: Into the Breach
- Performer: Jeremy Davies (als Der Fremde (Baldur), God of War (2018))
- EE Mobile Game of the Year: Old School RuneScape

### Verleihung 2020
Veranstaltung am 2. April 2020 als Livestream, moderiert von Dara Ó Briain.
Spiel des Jahres:
- Outer Wilds

Weitere Kategorien
- Animation: Luigi’s Mansion 3
- Artistic Achievement: Sayonara Wild Hearts
- Audio Achievement: Ape Out
- British Game: Observation
- Debut Game: Disco Elysium
- Evolving Game: Path of Exile
- Family: Untitled Goose Game
- Game Beyond Entertainment: Kind Words (lo fi chill beats to write to)
- Game Design: Outer Wilds
- Multiplayer: Apex Legends
- Music: Disco Elysium
- Narrative: Disco Elysium
- Original Property: Outer Wilds
- Performer in a Leading Role: Gonzalo Martin (als Sean Diaz, Life Is Strange 2)
- Performer in a Supporting Role: Martti Suosalo (als Ahti der Hausmeister, Control)
- Technical Achievement: Death Stranding
- EE Mobile Game of the Year: Call of Duty: Mobile

### Verleihung 2021
Die via Livestream übertragene Preisverleihung fand am 25. März 2021 statt. Die Nominierungen wurden am 3. März zuvor bekanntgegeben.
- Animation – The Last of Us Part II
- Artistic Achievement – Hades
- Audio Achievement – Ghost of Tsushima
- Best Game – Hades
- British Game – Sackboy: A Big Adventure
- Debut Game – Carrion
- EE Game of the Year – The Last of Us Part II
- Evolving Game – Sea of Thieves
- Family – Sackboy: A Big Adventure
- Game Beyond Entertainment – Animal Crossing: New Horizons
- Game Design – Hades
- Multiplayer – Animal Crossing: New Horizons
- Music – Spider-Man: Miles Morales
- Narrative – Hades
- Original Property – Kentucky Route Zero: TV Edition
- Performer in a Leading Role – Laura Bailey als Abby in The Last of Us Part II
- Performer in a Supporting Role – Logan Cunningham für mehrere Rollen in Hades
- Technical Achievement – Dreams
- BAFTA Fellowship – Siobhan Reddy

### Verleihung 2022
Die Preisverleihung fand am 7. April 2022 statt. Die Nominierungen wurden am 3. März bekanntgegeben.
- Animation – Ratchet & Clank: Rift Apart
- Artistic Achievement – The Artful Escape
- Audio Achievement – Returnal
- Best Game – Returnal
- British Game – Forza Horizon 5
- Debut Game – TOEM
- EE Game of the Year – Unpacking
- Evolving Game – No Man’s Sky
- Family – Chicory: A Colorful Tale
- Game Beyond Entertainment – Before Your Eyes
- Game Design – Inscryption
- Multiplayer – It Takes Two
- Music – Returnal
- Narrative – Unpacking
- Original Property – It Takes Two
- Performer in a Leading Role – Jane Perry als Selene Vassos in Returnal
- Performer in a Supporting Role – Kimberly Brooks als Hollis Forsythe in Psychonauts 2
- Technical Achievement – Ratchet & Clank: Rift Apart

### Verleihung 2023
Die Preisverleihung fand am 30. März 2023 in der Queen Elizabeth Hall statt und wurde von Frankie Ward moderiert. Die Nominierungen wurden am 2. März bekanntgegeben. Der meistnominierte Titel war God of War Ragnarök von Santa Monica Studio mit 14 Nominierungen.
- Animation – God of War Ragnarök
- Artistic Achievement – Tunic
- Audio Achievement – God of War Ragnarök
- Best Game – Vampire Survivors
- British Game – Rollerdrome
- Debut Game – Tunic
- EE Game of the Year – God of War Ragnarök
- Evolving Game – Final Fantasy XIV Online
- Family – Kirby und das vergessene Land
- Game Beyond Entertainment – Endling: Extinction is Forever
- Game Design – Vampire Survivors
- Multiplayer – Elden Ring
- Music – God of War Ragnarök
- Narrative – Immortality
- Original Property – Elden Ring
- Performer in a Leading Role – Christopher Judge als Kratos in God of War Ragnarök
- Performer in a Supporting Role – Laya Deleon Hayes als Angrboða in God of War Ragnarök
- Technical Achievement – Horizon Forbidden West

### Verleihung 2024
Die 20. Auflage der BAFTA Games Awards fand am 11. April 2024 in der Queen Elizabeth Hall statt und wurde von Phil Wang moderiert. Die Nominierungen wurden am 7. März bekanntgegeben. Der meistnominierte Titel war Baldur’s Gate 3 von mit 10 Nominierungen von Larian Studios sowie Marvel’s Spider-Man 2 von Insomniac Games  mit 9 Vorschlägen.
Die Verleihung wurde live auf den YouTube, Twitch und X (vormals Twitter)- Kanälen der British Academy of Film and Television Arts übertragen. Die Nominierungen wurden am 3. März bekanntgegeben.
- Animation – HI-FI Rush
- Artistic Achievement – Alan Wake 2
- Audio Achievement – Alan Wake 2
- Best Game – Baldur’s Gate 3
- British Game – Viewfinder
- Debut Game – Venba
- Technical Achievement – The Legend of Zelda: Tears of the Kingdom
- EE Players’ Choice Award – Baldur’s Gate 3 (Publikumswahl, hat die Kategorie EE Game of the Year ersetzt)
- Evolving Game – Cyberpunk 2077
- Family – Super Mario Bros. Wonder
- Game Beyond Entertainment – Tchia
- Game Design – Dave the Diver
- Multiplayer – Super Mario Bros. Wonder
- Music – Baldur’s Gate 3
- Narrative – Baldur’s Gate 3
- Original Property – Viewfinder
- Performer in a Leading Role – Nadji Jeter als Miles Morales in Marvel’s Spider-Man 2
- Performer in a Supporting Role – Andrew Wincott in Baldur’s Gate 3
- BAFTA Special Award – SpecialEffect (in Anerkennung der herausragenden Arbeit, die die Wohltätigkeitsorganisation leistet, um die Lebensqualität schwer körperlich behinderter Menschen durch den Zugang zu Spielen zu verbessern.)

### Verleihung 2025
Die 21. Auflage der BAFTA Games Awards Verleihungsgala fand am 8. April 2024 in der Queen Elizabeth Hall statt, moderiert von dem Comedian Phil Wang.
- Animation – Astro Bot
- Artistic Achievement – Neva
- Audio Achievement – Astro Bot
- Best Game – Astro Bot
- British Game – Thank Goodness You're Here
- Debut Game – Balatro
- Technical Achievement – Senua's Saga: Hellblade II
- EE Players’ Choice Award – Baldur’s Gate 3 (Publikumswahl, hat die Kategorie EE Game of the Year ersetzt)
- Evolving Game – Vampire Survivors
- Family – Astro Bot
- Game Beyond Entertainment – Tales of Kenzera: Zau
- Game Design – Astro Bot
- Multiplayer – Helldivers 2
- Music – Helldivers 2
- Narrative – Metaphor: ReFantazio
- Original Property – Still Wakes the Deep
- Performer in a Leading Role – Alec Newman als Cameron "Caz" McLeary in Still Wakes the Deep
- Performer in a Supporting Role – Karen Dunbar als Finlay in Still Wakes the Deep